# Europese kampioenschappen indooratletiek 2023 – 3000 meter vrouwen
De 3000 meter voor vrouwen op de Europese kampioenschappen indooratletiek 2023 vonden de series plaats op 2 maart en de finale op 3 maart 2023 werd gehouden op de shorttrackbaan van Ataköy Arena in Istanbul in Turkije. Het was de vijfendertigste keer dat dit onderdeel op het programma stond.
De winnaar van de 3000 meter voor vrouwen was de Duitse Hanna Klein in 8.35,87 dat een nieuw persoonlijkrecord betekende. De Duitse Konstanze Klosterhalfen won zilver in 8.36,50. Het brons ging naar de Britse Melissa Courtney-Bryant in 8.41,19.

## Records
Voorafgaand aan het toernooi waren dit het Wereldrecord, Europees record, Kampioenschapsrecord en de Wereld-, Europese leiding.
| Wereldrecord         | Genzebe Dibaba          | 8.16,60 | Stockholm  | 6 februari 2014  |
| Europees record      | Laura Muir              | 8.26,41 | Karlsruhe  | 4 februari 2017  |
| Kampioenschapsrecord | Laura Muir              | 8.30,61 | Glasgow    | 1 maart 2019     |
| WL                   | Genzebe Dibaba          | 8.16,69 | Birmingham | 25 februari 2023 |
| EL                   | Konstanze Klosterhalfen | 8.34,89 | Dortmund   | 18 februari 2023 |

## Resultaten

### Series
De eerste zes van elke serie kwalificeerden zich direct voor de finale. Van de overgebleven atleten kwalificeerden de drie tijdsnelsten zich ook voor de halve finales.

#### Serie 1
| Rang | Atleet                  | Land                | Tijd    | Bijz. |
| ---- | ----------------------- | ------------------- | ------- | ----- |
| 1    | Konstanze Klosterhalfen | Duitsland           | 8.53,50 | Q     |
| 2    | Camilla Richardsson     | Finland             | 8.53,60 | Q, NR |
| 3    | Hannah Nuttall          | Verenigd Koninkrijk | 8.53,72 | Q     |
| 4    | Ludovica Cavalli        | Italië              | 8.54,40 | Q     |
| 5    | Maruša Mišmaš-Zrimšek   | Slovenië            | 8.56,71 | Q     |
| 6    | Marta Pérez             | Spanje              | 8.56,82 | Q     |
| 7    | Emine Hatun Mechaal     | Turkije             | 9.03,03 | q, SB |
| 8    | Mariana Machado         | Portugal            | 9.07,78 | q     |
| 9    | Nanna Bové              | Denemarken          | 9.13,65 |       |
| 10   | Ine Bakken              | Noorwegen           | 9.25,12 | PB    |
| 11   | Sara Christiansson      | Zweden              | DNF     |       |

#### Serie 2
| Rang | Atleet                  | Land                | Tijd    | Bijz. |
| ---- | ----------------------- | ------------------- | ------- | ----- |
| 1    | Hanna Klein             | Duitsland           | 8.59,28 | Q     |
| 2    | Nadia Battocletti       | Italië              | 8,59,65 | Q     |
| 3    | Maureen Koster          | Nederland           | 9.00,33 | Q     |
| 4    | Melissa Courtney-Bryant | Verenigd Koninkrijk | 9.00,40 | Q     |
| 5    | Agate Caune             | Letland             | 9.01,33 | Q     |
| 6    | Yasemin Can             | Turkije             | 9.01,34 | Q, SB |
| 7    | Marta García            | Spanje              | 9.06,41 | q     |
| 8    | Leila Hadji             | Frankrijk           | 9.12,53 |       |
| 9    | Micol Majori            | Italië              | 9.16,40 | SB    |
| 10   | Lilla Böhm              | Hongarije           | 9.18,93 | PB    |
| 11   | Anastasia Marinakou     | Griekenland         | 9.22,25 |       |
| 12   | Gresa Bakraçi           | Kosovo              | 9.36,36 | NR    |

### Finale
| Rang   | Atleet                  | Land                | Tijd    | Bijz. |
| ------ | ----------------------- | ------------------- | ------- | ----- |
| Goud   | Hanna Klein             | Duitsland           | 8.35,87 | PB    |
| Zilver | Konstanze Klosterhalfen | Duitsland           | 8.36,50 |       |
| Brons  | Melissa Courtney-Bryant | Verenigd Koninkrijk | 8.41,19 |       |
| 4      | Nadia Battocletti       | Italië              | 8.44,96 | SB    |
| 5      | Hannah Nuttall          | Verenigd Koninkrijk | 8.46,30 | PB    |
| 6      | Maureen Koster          | Nederland           | 8.47,17 | SB    |
| 7      | Marta Pérez             | Spanje              | 8.49,19 |       |
| 8      | Maruša Mišmaš-Zrimšek   | Slovenië            | 8.49,98 |       |
| 9      | Ludovica Cavalli        | Italië              | 8.53,97 |       |
| 10     | Marta García            | Spanje              | 8.54,92 |       |
| 11     | Agate Caune             | Letland             | 8.56,88 | EU20L |
| 12     | Camilla Richardsson     | Finland             | 8.57,13 |       |
| 13     | Emine Hatun Mechaal     | Turkije             | 9.22,12 |       |
| 14     | Yasemin Can             | Turkije             | DNF     |       |
|        | Mariana Machado         | Portugal            | DNF     |       |